# Gosenica
Gosenice so ličinke metuljev. Telo gosenic je v splošnem mehko, cevaste oblike, z jasno členjenima oprsjem in zadkom. Na oprsju so trije pari nog. Zadek, zgrajen iz desetih členov nosi od dva do pet parov mesnatih izrastkov, podobnih nogam, ki pa niso členjene in imajo drugačen izvor kot prave noge. Imenujemo jih panožice. Poleg nog na oprsju je edini trdni del telesa hitinasta kapsula, ki obdaja glavo in vsebuje tudi močne čeljusti, prilagojene za grizenje ter žvečenje. Po teh lastnostih uvrščamo gosenice med t. i. eruciformne ličinke, kamor poleg njih uvrščamo še podobne ličinke nekaterih mladoletnic in kožekrilcev. Posebej ličinke rastlinskih os (podred Symphyta) je enostavno zamenjati za gosenice, vendar imajo panožice na vseh členih zadka, ličinke mladoletnic pa so brez njih. Znotraj reda metuljev lahko ločimo gosenice po številu in razporeditvi panožic, za katere je značilen tudi šop dlak, razporejenih v krog, na koncu. Z njimi se gosenice oprijemajo podlage.
Metulji so žuželke s popolno preobrazbo. Gosenice med razvojem hitro rastejo in se do konca stadija ličinke štiri- do petkrat levijo. Na koncu obmirujejo in se zabubijo ter preobrazijo v odraslega metulja.

## Ekologija
Gosenice so skoraj izključno rastlinojede, izjema so le ličinke pedicev iz rodu Euphitecia, ki lovijo druge žuželke. V kmetijstvu so gosenice mnogih vrst metuljev znane kot škodljivci, ki napadajo rastline, ki jih človek goji za svojo prehrano. Da lahko tako hitro rastejo, se morajo izredno hitro prehranjevati, kar jim v kombinaciji s številčnostjo daje velik potencial za povzročanje škode.
Z gosenicami se prehranjuje mnogo živali, saj so zaradi razmeroma slabe mobilnosti in mehkega telesa lahko dostopen vir beljakovin. Zato so se pri njih razvili mnogi različni načini obrambe pred plenilci. Najenostavnejši in najpogostejši je varovalna obarvanost, ki jo pogosto spremlja tudi oblika telesa, ki spominja na predmete v okolici. Gosenice večino življenja preživijo na rastlinah, zato največkrat z obliko in barvo posnemajo liste ali vejice. Druge so poraščene z neprebavljivimi dlakami, ali pa vsebujejo toksine, ki jih bodisi privzamejo iz gostiteljske rastline, bodisi sintetizirajo same. Zadnje svojo strupenost pogosto »oglašujejo« s kričečimi barvami (temu pojavu pravimo aposematizem).